# 宮本侑芽
宮本 侑芽（みやもと ゆめ、1997年1月22日 - ）は、日本の女優、声優、ナレーター、タレント。福岡県出身。劇団ひまわり所属。
主なアニメ出演作品は、『SSSS.GRIDMAN』（宝多六花）、『ゴジラ S.P ＜シンギュラポイント＞』（神野銘）、『機動戦士ガンダム 水星の魔女』（ニカ・ナナウラ）『ブルーピリオド』（桑名マキ）など。

## 経歴
矢沢永吉への憧れから芸能の道に進むことを選んだ。4歳の5月ごろに福岡で劇団ひまわりへ入団、6歳頃からは東京の劇団ひまわりで活動している。
幼少時から子役としてNHK連続テレビ小説『瞳』や大河ドラマ『龍馬伝』などのテレビドラマをはじめ映画や舞台、CMに出演し、以後も女優や声優として活動している。
広尾学園中学校・高等学校出身。中学高校時代はダンス部に6年間所属し、中学二年生からは推薦によって中高ダンス部をまとめる部長を務めている。大学では演劇研究部に所属した。
2005年、テレビアニメ『capeta』のヒロイン・鈴木茂波役、ディズニーアニメ『リロ・アンド・スティッチ』シリーズのヒロイン・リロ役で声優デビュー。
2018年、第5回アニラジアワードにて広瀬裕也とラジオパーソナリティを務める『アニメGRIDMANラジオ とりあえずUNION』が『BEST FUNNY RADIO 大笑いラジオ賞』を受賞。
2020年4月3日から、文化放送超!A&G+で宮本がパーソナリティを務める個人ラジオ『宮本侑芽のぽじ×ぽじ』の配信が開始される。
2020年8月14日よりインターネットラジオステーション音泉にてそれまで配信していた『アニメGRIDMANラジオ とりあえずUNION』に代わり、ラジオ番組『広瀬裕也と宮本侑芽のとりあえずRADIO』の配信を開始。2023年3月10日からは、映画『GRIDMAN UNIVERSE』の公開に合わせて番組名を『広瀬裕也と宮本侑芽のとりあえずUNIVERSE』に変更しており、宮本にとってこれが休業から復帰後初めてのラジオ出演となっている。
2022年3月25日、webラジオ『宮本侑芽のぽじ×ぽじ』の配信が最終回を迎える。
2022年11月14日、体調不良により一時休養し、活動を制限することを所属事務所の劇団ひまわりが発表した。出演中だった『機動戦士ガンダム 水星の魔女』のニカ・ナナウラ役は白石晴香が代役を務めた。2023年2月21日には体調が回復したとして、ニカ役に復帰することが発表された。

## 人物・エピソード

### 人物
3～4歳の頃に父親の影響で矢沢永吉のパフォーマンスを見て感銘を受け「ダンスと歌がやりたい！」と母親に伝えた結果、劇団ひまわりに所属することになる。劇団の必修レッスンに演劇がありそこからお芝居が好きになったという。はじめは舞台や映像作品に参加していたが、マネージャーから声優のオーディション話をもらい声優の初仕事でディズニー作品のオーディションを勝ち取る。その後も俳優業を続けていたものの、身長が伸びず実年齢と見た目のバランスが取れなくなり、声優業に本格的に移っていったという。
趣味は人間観察で、演じる上で周りの人の話し方や声の出し方を参考にしているという。特技はジャズやヒップホップに乗せたダンス、博多弁。所持している資格は英語検定準2級、語彙・読解力検定準2級。
泳げないが、ダイビングライセンスを所持している。
また、自転車は乗れないが一輪車はスピンやアイドリングで止まれる程のスキルがある。
料理好きであり、調味料を集めるのが好きだという。
自他ともに認めるゲラである。
尊敬する声優に斉藤壮馬を挙げており、芝居のことで悩んだら相談をしたりしてお世話になっているといい、芝居のスタンスなど意識して見習っていると語っている。

### エピソード
現在も熱心な矢沢ファンであり、2024年2月27日に発売された矢沢永吉をフィーチャーした特別号『矢沢永吉 日本武道館150 回公演記念 Special Collectors Edition』にコメントを寄稿している。いつか矢沢永吉に関わる仕事をするのが夢であると語っている。
初めて立川談春の高座を見た際に「こんな面白いものがあるんだ」と落語を好きになり、お正月に鈴本演芸場に寄席を見に行っていたという。
お酒好きとして知られており、誕生日にファンから一升瓶や徳利が贈られたことがあるといい、イベントの差し入れとして酒瓶が置かれていることもあった。
健啖家であり、ブログ内で餃子を約100個、寿司を母と二人で84貫食べたことがあると述べている。辛いもの好きであり、福岡出身であるため、家の冷蔵庫には常に明太子が常備されてるという。神座のラーメンは「小学生の頃、舞台終わりに母親と食べていた思い出の味である」といい、今でも一人で食べに行くという。また、自身のソウルフードとして中学高校時代に通っていた東京油組総本店の油そばを挙げている

### 交友関係
若山詩音、山口愛とは子役時代からの付き合いであり、仲のいい声優に富田美憂、上田麗奈、前田佳織里などがいる。前田からは包容力のある性格から「ひまわりの羽毛布団」という二つ名を付けられている。
"96年会"という1996年度生まれの同年代声優が集まる飲み会グループを広瀬裕也とともに発足しており、メンバーに土屋神葉、木野日菜、黒沢ともよなどが参加している。宮本はその会において"ボス"と呼ばれている。
鈴代紗弓と稗田寧々とは年齢も近く仲が良く、3人で休日にプライベートでダイビングのライセンスを取得しにいっている。

## 演技・評価
ナチュラル芝居に定評があり、特に女子高生の自然体な演技を得意としている。アニメの他に舞台や洋画吹き替えの出演が多い。音域はメゾソプラノ。
TVアニメ『大正オトメ御伽話』で共演した小林裕介は宮本を「ナチュラル芝居の申し子」と評しており、自然体な演技が求められる作品で共演するとなった際に「絶対に食われるじゃん…」と感じたという。
自身の演技については、子役時代から実写作品に参加していた経験から養われたと述べている。

## 出演
太字はメインキャラクター。

### テレビアニメ
2005年
- capeta（2005年 - 2006年、鈴木茂波〈小学生編〉）
- 蟲師（2005年 - 2006年、蟲、まゆ、緒〈子供時代〉）
- シュガシュガルーン（滝川ソフィア）

2006年
- ゴーストハント（森下礼美）

2008年
- レンタルマギカ（竜の少女）
- ミチコとハッチン

2010年
- クッキンアイドル アイ!マイ!まいん!（アンジー〈2代目〉）

2011年
- IS 〈インフィニット・ストラトス〉（謎の少女）

2012年
- 坂道のアポロン（幸子、女子）

2013年
- GJ部（2013年 - 2014年、天使恵） - 2シリーズ

2016年
- アイカツスターズ!（2016年 - 2018年、香澄真昼） - 2シリーズ

2017年
- ロクでなし魔術講師と禁忌教典（ルミア＝ティンジェル）

2018年
- すのはら荘の管理人さん（風見ゆり）
- サザエさん（2018年 - 2024年、貴美子）
- SSSS.GRIDMAN（宝多六花） - 2023年に劇場総集編公開

2019年
- バミューダトライアングル 〜カラフル・パストラーレ〜（アデル）
- どろろ（おこわ）
- アイカツオンパレード!（2019年 - 2020年、香澄真昼）

2020年
- 群れなせ!シートン学園（牝野瞳）
- ID:INVADED イド:インヴェイデッド（カエル / 飛鳥井木記）
- ＜Infinite Dendrogram＞-インフィニット・デンドログラム-（蒼龍）
- イエスタデイをうたって（野中晴）
- 球詠（岡田怜）
- 魔王学院の不適合者 〜史上最強の魔王の始祖、転生して子孫たちの学校へ通う〜（2020年 - 2024年、シア・ミンシェン） - 3シリーズ
- くまクマ熊ベアー（2020年 - 2023年、ティルミナ） - 2シリーズ

2021年
- ワンダーエッグ・プライオリティ（阿波野寿）
- ゴジラ S.P ＜シンギュラポイント＞（神野銘）
- ましろのおと（前田朱利）
- それいけ!アンパンマン（2021年 - 2024年、ネコ美、フーちゃん〈6代目〉、キャンドルちゃん〈5代目〉、マッシュルームくん〈10代目〉、ほたる王子〈5代目〉、スポンジマン〈3代目〉、ナンドバット〈2代目〉）
- ヴァニタスの手記（2021年 - 2022年、マリア） - 2シリーズ
- 大正オトメ御伽話（志磨珠子）
- ブルーピリオド（桑名マキ）

2022年
- からかい上手の高木さん3（ちー）
- 怪人開発部の黒井津さん（機織怪人アラクネ）
- トモダチゲーム（沢良宜志法）
- 黒の召喚士（リオン）
- 機動戦士ガンダム 水星の魔女（2022年 - 2023年、ニカ・ナナウラ） - 2シリーズ
- ぼっち・ざ・ろっく!（喜多の友人、生徒会長）
- 不滅のあなたへ（女）

2023年
- 火狩りの王（2023年 - 2024年、ほたる） - 2シリーズ
- Buddy Daddies（コトリ）
- もういっぽん!（葉月優里）
- 彼女が公爵邸に行った理由（レリアナ・マクミラン / 花咲凛子）
- カワイスギクライシス（ラスタ・コール）
- AIの遺電子（樋口リサ）
- もののがたり（吹雪）

2024年
- 魔都精兵のスレイブ（東日万凛）
- メタリックルージュ（ルジュ・レッドスター）
- 勇気爆発バーンブレイバーン（ヒビキ・リオウ）
- スナックバス江（天野小雨、魔女、ガキ、フライパン女、エロ漫画女性）
- 烏は主を選ばない（小梅）
- 小市民シリーズ（2024年 - 2025年、仲丸十希子） - 2シリーズ

2025年
- この会社に好きな人がいます（三ツ谷結衣）
- ふしぎ駄菓子屋 銭天堂（蓼村睦美）
- 没落予定の貴族だけど、暇だったから魔法を極めてみた（レイナ）
- アン・シャーリー（ダイアナ・バーリー）
- ウィッチウォッチ（新倉杏）
- 瑠璃の宝石（伊万里曜子）
- 雨と君と（アラタ）

時期未定
- ヒロイン?聖女?いいえ、オールワークスメイドです（誇）!（メロディ・ウェーブ）

### 劇場アニメ
2000年代
- 河童のクゥと夏休み（2007年、あやな）
- 8月のシンフォニー -渋谷2002〜2003（2009年）

2010年代
- 劇場版アイカツスターズ!（2016年、香澄真昼）

2020年代
- ジョゼと虎と魚たち（2020年、二ノ宮舞）
- 劇場版 からかい上手の高木さん（2022年、ちー）
- それいけ!アンパンマン ドロリンとバケ〜るカーニバル（2022年、ネコ美）
- グリッドマン ユニバース（2023年、宝多六花）
- それいけ!アンパンマン ばいきんまんとえほんのルルン（2024年、コゾウ）

### OVA
- 怪獣娘（黒）〜ウルトラ怪獣擬人化計画〜（2018年、サツキの同級生）
- フラグタイム（2019年、村上遥[115][116]）

### Webアニメ
- アイカツオンパレード!（2020年、香澄真昼）
- Artiswitch（2021年、てぃあら[117]）
- HIMA:HIMA〜地球征服の日までヒマで〜（2022年、寝町カホ[118]）
- LUPIN ZERO（2022年、マリナル）
- 餓狼伝: The Way of the Lone Wolf（2024年、篠智咲[119]）
- 君に届け 3RD SEASON（2024年、龍〈幼少期〉、平野依里子）

### ゲーム
2013年
- 嫁コレ（天使恵）

2014年
- アイドリズム（姫野美雪）

2016年
- Blackish House sideA→（北大路リカ）
- アイカツスターズ! ファーストアピール（香澄真昼）
- アイカツスターズ! Myスペシャルアピール（香澄真昼）
- アイカツ! フォトonステージ!!（香澄真昼）

2017年
- キングダム ハーツ HD 2.8 ファイナル チャプター プロローグ（アヴァ）
- キングダム ハーツ ユニオン クロス（アヴァ）
- クイズRPG 魔法使いと黒猫のウィズ（イレーナ・フリエル）
- 白猫プロジェクト（ファナ・ステージア）

2018年
- 艦隊これくしょん -艦これ-（峯雲、日進、深海日棲姫）

2019年
- プロジェクト東京ドールズ（宝多六花）
- メリーガーランド（イメリナ）
- AFTERLOST - 消滅都市（ソラ〈ウチュウ〉）

2020年
- 機動戦隊アイアンサーガ（宝多六花）
- ファンタジア・リビルド（ルミア＝ティンジェル）
- アイカツオンパレード!（香澄真昼）
- イドラ ファンタシースターサーガ（オデット）

2021年
- ファンタシースターオンライン2 ニュージェネシス（マノン）
- ドラガリアロスト（ニーノ）
- Caligula2（宮迫切子）
- スーパーロボット大戦30（宝多六花）
- アズールレーン（2021年 - 2023年、宝多六花）

2022年
- ヘブンバーンズレッド（2022年 - 2024年、佐月マリ）
- ストレンジャー オブ パラダイス ファイナルファンタジー オリジン（セーラ姫）
- パズルガールズ（イラストリアス）
- アッシュアームズ-灰燼戦線-（スクア Mk.I）

2023年
- ソウルタイド（越一弥心）
- 404 GAME RE:SET -エラーゲームリセット-（ゴールデンアックス）
- グランブルーファンタジー（2023年 - 2024年、カンターテ）
- セガNET麻雀 MJ（リーチ）
- スーパーロボット大戦DD（2023年 - 2024年、ゼンカイマジーヌ、宝多六花）

2025年
- 逆転オセロニア（パティア）

### ドラマCD
- 劇場版アイカツスターズ! オリジナルドラマCD（2017年、香澄真昼）
- TVアニメ/データカードダス『アイカツ!』&『アイカツスターズ!』スペシャルドラマCD（2018年、香澄真昼）
- 『オネェ女王と白雪姫』3巻限定版ドラマCD（2019年、白雪姫[141]）
- 『すのはら荘の管理人さん』5巻特装版ドラマCD（2019年、風見ゆり[142]）
- 青い春の音が聞こえる（2020年、小嵐梨央）
- 機動戦士ガンダム 水星の魔女 スペシャルドラマCD（2023年、ニカ・ナナウラ[143]） - Blu-ray特装限定版封入特典
- 勇者宇宙ソーグレーダー オーディオドラマ Vol.1・2（2025年、カーリー・ライズ）

### 吹き替え

#### 映画
- RV（5歳のキャシー）
- アイ・アム・マザー（娘〈クララ・ルガアード〉[144]）
- アイス・プリンセス
- イースターラビットのキャンディ工場（アレックス・オヘア〈ティファニー・エスペンセン〉）
- おもちゃの王国 ※VOD版
- 80デイズ（ジン）
- カンフーハッスル（黄聖依の幼少）
- ガーフィールド ザ・ムービー
- 奇跡の夏
- 奇術師フーディーニ 〜妖しき幻想〜（ベンジー・マクガーヴィー〈シアーシャ・ローナン〉）
- キャプテン・ウルフ（ピーター・プラマー）
- クリスマスとよばれた男の子（真実の妖精〈ゾーイ・マーガレット・コレッティ〉）
- 恋人はゴースト
- サンタクローズ3/クリスマス大決戦!（ルーシー・ミラー〈リリアナ・マミー〉）
- シンデレラマン（ローズマリー・ブラドック〈アリエル・ウォーラー〉）
- シャーロットのおくりもの（ハッピー）
- シャッター アイランド（少女）
- スノー・バディーズ 小さな5匹の大冒険（アリス）
- スパイダーウィックの謎（ルシンダ〈少女時代〉）
- トゥー・フォー・ザ・マネー（ジュリア）
- とらわれて夏（エレノア〈ブリード・フレミング〉）
- ナニー・マクフィーの魔法のステッキ（クリスティアナ・ブラウン〈ホリー・ギブス〉）
- ブラザーフット（キム・ヨンジャ）
- フライトプラン（ジュリア〈マーリーン・ローストン〉）
- プロメテウス（若き日のショウ〈ルーシー・ハッチンソン〉）※劇場公開版
- ベイブス・イン・トイランド
- ベビーシッターのモンスターハンティング・ガイド（ディアナ）
- ベンジャミン・バトン 数奇な人生（デイジー〈9歳〉）
- ポーラー・エクスプレス（サラ）
- マスター 〜見えない敵〜（ジャスミン〈ゾーイ・レニー 〉）
- マダガスカル（ゼブラ〈少女時代〉）
- マーヴェリックス/波に魅せられた男たち
- 名犬ラッシー（シーラ〈ヘスター・オジャース〉）
- ライラの冒険 黄金の羅針盤
- ラブ・アクチュアリー
- ワンダフルデイズ（女の子）

#### ドラマ
- ABUアジア子どもドラマシリーズ 小さな秘密（アリマー）、フィリス・空を飛ぶ
- ありがとうございます（イ･ボム〈ソ・シネ〉[145]）
- イカゲーム シーズン2（ジュニ〈チョ・ユリ〉[146]）
- 今、私たちの学校は…（ナム・オンジョ〈パク・ジフ〉[147]）
- WITHOUT A TRACE/FBI 失踪者を追え!（ケイト〈ローラ・マラノ〉）
- オールモスト・ネバー 夢みるバンド物語（クロエ〈ティリー・アマーティ〉[148]）
- 仮面の王 イ・ソン（カウン〈キム・ソヒョン〉）[149]
- 宮廷女官チャングムの誓い（ミン・ソホン〈チャン・ハリン〉）
- クリミナル・マインド10 FBI行動分析課（メグ・キャラハン〈ハイレイ・ソール〉[56]）
- シカゴ・メッド
- 時速493キロの恋（英語版）（イ・ユミン〈ソ・ジヘ〉）
- ドクター・フー（レネット〈少女時代〉）
- ハイスクール・ニンジャ（アマンダ・マッケイ〈グレイシー・ドジーニー〉[56]）
- まぶしい日に（ジュン〈ソ・シネ〉）
- LOST（エマ、ケイト・オースティン〈少女時代〉、ジュリエット・バーク〈幼少期〉）
- ラン・オン・アイス（英語版）（エバ〈アナスタシア・ココラータ〉）
- ワンス・アポン・ア・タイム（ペイジ / グレース）

#### アニメ
- リロ アンド スティッチ ザ・シリーズ 第40話以降（リロ〈デイヴィ・チェイス〉）
- リロ・アンド・スティッチ2（リロ[150]）
- おさるのジョージ（ヘイレイ）
- カンフーパンダ
- きつねと猟犬2 トッドとコッパーの大冒険（オリビア・ファーマー）
- コララインとボタンの魔女（小さい女の子）
- 最後の召喚師 -The Last Summoner-（リコリス）
- スヌーピーとチャーリーブラウン DVD（マーシー）
- チャーリーブラウン&スヌーピー ショウ DVD （マーシー）
- バンビ2 森のプリンス（ファリーン〈アンドレア・ボーウェン〉）
- プーさんといっしょ（ダービー[151]）
- ブラザー・ベア2（ニータ〈幼年期〉）
- フランケンウィニー（フシギちゃん〈キャサリン・オハラ〉）
- マスター・ファイブの秘密（小さなヘビ）
- マダガスカル
- ポーラー・エクスプレス（サラ）

#### テレビ番組
- エルモズワールド ※DVD版

#### サウンドドラマ
- Marvel’s・ウェイストランダーズ：ウルヴァリン ※Audible（2024年、ソフィア[152]）

### テレビドラマ
- 愛の家〜泣き虫サトと7人の子〜（2003年、NHK） - 井上涼 役[56]
- 大河ドラマ
  - 龍馬伝 第24話「愛の蛍」・第25話「寺田屋の母」（2010年） - 楢崎君江 役[56]
- 世界の中心で、愛をさけぶ 第11話（2004年、TBS） - 智世の娘・あき 役[56]
- 金曜ナイトドラマ 霊感バスガイド事件簿 第3話（2004年、テレビ朝日） - 西原さとみ 役[153]
- アフリカのツメ（2004年、日本テレビ） - 服部千佳 役
- 芸術劇場 そのまま!（2005年、NHK Eテレ） - 美紀 役
- 木曜時代劇 風の果て 第6話「最後の敵」（2007年、NHK） - 菊井 役
- 陽炎の辻〜居眠り磐音 江戸双紙〜（2007年、NHK） - 奈緒の少女時代 役
- 瞳（2008年、NHK） - 緑川 役[56]
- 空の港で。それぞれのエアポート物語 第9回「親友」（2008年5月31日、テレビ東京） - 美奈 役
- 七瀬ふたたび 第5話・第6話（2008年、NHK） - 井上ミサト 役[56]
- ディロン〜運命の犬 第2話「旅立ちの日」（2009年、NHK） - 少女 役
- 土曜プレミアム 夢の見つけ方教えたる!（2008年、フジテレビ） - 5年2組の女子生徒 役
- 霊能力者 小田霧響子の嘘 第4霊（2010年10月31日、テレビ朝日） - 生徒 役[154]
- 世にも奇妙な物語 2012年 春の特別編 第5話「ワタ毛男」（2012年、フジテレビ） - 噂をする人々 役
- ネコ戦隊びたたま（2019年、テレビ東京） - びたたまグリーン / シモーヌの声 役[155]

### 実写映画
- 陰獣（2008年） - 玉緒（幼少） 役
- グーグーだって猫である（2008年） - 建夫の友達 役
- 泣きたいときのクスリ（2009年） - ミカ 役

### 特撮
- 機界戦隊ゼンカイジャー（2021年 - 2023年、マジーヌ / ゼンカイマジーヌの声[156][157][158]） - 5作品[一覧 9]
- セイバー+ゼンカイジャー スーパーヒーロー戦記（2021年、マジーヌの声[159]）
- 仮面ライダーセイバースピンオフ 仮面ライダーサーベラ&仮面ライダーデュランダル（2022年、配膳女性[160]）

### CM
- ロッテ トッポ「焼き栗味」
- 福島県生活倶楽部「高齢者の交通安全編」
- マクドナルド ハッピーセット
- NHKプレマップ「アーカイブスポータルサイト」（2013年、ナオコ）
- 森永乳業ラジオCM「森永家族物語」（2018年、なぎさ）
- コウペンちゃん はなまる日和（2020年、ナレーション[161]）
- ゴジラ バトルライン×ゴジラ S.P タイアップCM（2021年、神野銘[162]）
- ネスレ キットカット アニメーションCM「きっかけは、キットカットで。娘と母の心をつなぐきっかけ」（2022年、娘[163]）

### 舞台
- 女の一生（文学座） - 知栄 役
- おたやん女房としぶちん亭主（新宿コマ劇場） - お由 役
- 花吹雪春爛漫物語（新宿コマ劇場） - お里 役
- 朗読劇 君の小説に登場する僕は（2022年5月5日、TOKYO FMホール[164]）
- 朗讀劇 極楽牢屋敷（2023年8月18日、サンシャイン劇場[165]）
- 朗読劇 ROOM（2024年5月25日、こくみん共済 coop ホール/スペース・ゼロ）[166]
- 朗読劇 Staging!! Vol.1『四月十一日を千二百回繰り返したと主張する男』（2024年6月28日、Mixalive TOKYO Theater Mixa）- 千葉菜々 役[167]

### ラジオ
※はインターネット配信。
- GJ部 天使恵のビルドアップするラジオ♪（2013年[168]、ラジオ日本）
- システィ&ルミアの禁忌通信（2017年、音泉※[169]）
- アニメGRIDMAN ラジオ とりあえずUNION（2018年 - 2020年、音泉※[170]）
- 宮本侑芽のぽじ×ぽじ（2020年 - 2022年、超!A&G+※[171][172]）
- 広瀬裕也と宮本侑芽のとりあえずRADIO（2020年 - 2023年、音泉※[173]）
- なっちゃん・あやさち・ゆめちゃん　最近、好きになりました（2021年 - 2023年、音泉※[174][175])
- 広瀬裕也と宮本侑芽のとりあえずユニバース（2023年、音泉※[176]）
- Spotify ANIZONE（2024年、Spotify※） - 1月MC[177]
- 瑠璃の宝石 ミネラルRadio（2025年、音泉※・YouTube※）[178]

### ラジオCD
- GJ部 天使恵のビルドアップするラジオ♪DJCD（2013年）
- システィ&ルミアの禁忌通信  Vol.1 - 2（2017年）[169]
- アニメGRIDMAN ラジオ とりあえずUNION  Vol.1 - 4（2019年 - 2021年）[170]
- 音泉スペシャルCD/サプリCD（2017夏、2018冬 - 2022冬）
- 広瀬裕也と宮本侑芽のとりあえずRADIO Vol.1 -（2021）

### ラジオドラマ
- NHK-FMラジオドラマ 青春アドベンチャー
  - 『ウォーターマン』（2006年、いずみ[179]）
  - 『闇の守り人』（2007年、ジナ[180]）
  - 『なくしたものたちの国』（2011年、雉田成子[181]）
- FMシアター
  - シリーズ・カリブの現代文学『朝まだきの谷間』（2007年[182]）
  - ラジオと背中（2008年、私 10才[183]）
- 泣きたいときのクスリ2008 #22（ひかる）
- 三ツ矢サイダーショートストーリー 「キミの笑顔」
  - キミの笑顔（少女）
  - じいじのホタル（武崎結希）
- ラジオ劇団『小さな奇跡』
  - I am father（明日香）
  - もも（奈美）

### オーディオドラマ
- SSSS.GRIDMAN ボイスドラマ（2018年 - 2019年、宝多六花）
- メタリックルージュ ボイスドラマ（2023年 - 2024年、ルジュ・レッドスター）

### ASMR
- かじょサポ～海沿いの田舎町で、JK彼女とべったりな夏～（2024年、七海凛）

### 玩具
- 機界戦隊ゼンカイジャー ギアトリンガー -MEMORIAL EDITION-（2023年1月、マジーヌの声）

### その他コンテンツ
- ストーリー PV DVD（2008年[184]）
- GRIDMAN ALARM -If your smile- アプリ（2019年、宝多六花）
- 『イミテーションと極彩色のグレー』 PV（2019年、全7編ナレーション[185]）
- 劇団ひまわりグループ 「パプリカ」 MV（2020年[186]）
- オリジナルアニメ「さざ波の少女たち 」予告編 東北芸術工科大学 修了作品（2022年、寅谷倫）
- 氷の城壁 ボイスコミック PV 1・2話（2023年、氷川小雪[187]）

## ディスコグラフィ

### キャラクターソング
| 発売日   | 商品名                                                                                       | 歌 | 楽曲                                                     | 備考                                                                                            |
| 2013年   | 2013年                                                                                       | 2013年 | 2013年                                                   | 2013年                                                                                          |
| -------- | -------------------------------------------------------------------------------------------- | --- | -------------------------------------------------------- | ----------------------------------------------------------------------------------------------- |
| 3月6日   | GJ部 キャラクターソングアルバム グッジョぶの音楽“G"                                          | 天使真央（内田真礼）、天使恵（宮本侑芽）                                                                                               | 「I wish 〜ときめきの魔法〜」                            | テレビアニメ『GJ部』エンディングテーマ                                                          |
| 4月3日   | GJ部 キャラクター・ソング & サウンドトラック集 後編 グッジョぶの音楽“J”                      | 天使真央（内田真礼）、皇紫音（三森すずこ）、天使恵（宮本侑芽）、綺羅々・バーンシュタイン（荒川ちか）                                   | 「走りだそう！」                                         | テレビアニメ『GJ部』関連曲                                                                      |
| 4月3日   | GJ部 キャラクター・ソング & サウンドトラック集 後編 グッジョぶの音楽“J”                      | 四ノ宮京夜（下野紘）、天使恵（宮本侑芽）                                                                                               | 「おさんぽHOLY DAY」                                     | テレビアニメ『GJ部』関連曲                                                                      |
| 2014年   |                                                                                              | |                                                          |                                                                                                 |
| 5月14日  | アニメ「GJ部」キャラクター・ソング&サウンドトラック集 グッジョぶの音楽 "＠"                  | 四ノ宮京夜（下野紘）、天使恵（宮本侑芽）                                                                                               | 「おさんぽ HOLY DAY（中坪淳彦 振替休日の午後ミックス）」 | テレビアニメ『GJ部』関連曲                                                                      |
| 2017年   |                                                                                              | |                                                          |                                                                                                 |
| 5月24日  | Precious You☆                                                                                | システィーナ＝フィーベル（藤田茜）、ルミア＝ティンジェル（宮本侑芽）、リィエル＝レイフォード（小澤亜李）                               | 「Precious You☆」                                        | テレビアニメ『ロクでなし魔術講師と禁忌教典』エンディングテーマ                                  |
| 5月24日  | Precious You☆                                                                                | システィーナ＝フィーベル（藤田茜）、ルミア＝ティンジェル（宮本侑芽）、リィエル＝レイフォード（小澤亜李）                               | 「ブレイヴシンフォニア」                                 | テレビアニメ『ロクでなし魔術講師と禁忌教典』関連曲                                              |
| 7月26日  | ロクでなし魔術講師と禁忌教典 BD・DVD第2巻特典CD                                              | ルミア＝ティンジェル（宮本侑芽） | 「黄花のスイレン」                                       | テレビアニメ『ロクでなし魔術講師と禁忌教典』関連曲                                              |
| 2018年   |                                                                                              | |                                                          |                                                                                                 |
| 12月12日 | SSSS.GRIDMAN CHARACTER SONG.2                                                                | 宝多六花（宮本侑芽） | 「ガラス玉」                                             | テレビアニメ『SSSS.GRIDMAN』関連曲                                                              |
| 2019年   |                                                                                              | |                                                          |                                                                                                 |
| 11月20日 | fragile                                                                                      | 森谷美鈴（伊藤美来）、村上遥（宮本侑芽）                                                                                               | 「fragile」                                              | OVA『フラグタイム』主題歌                                                                       |
| 11月20日 | fragile                                                                                      | 森谷美鈴（伊藤美来）、村上遥（宮本侑芽）                                                                                               | 「AM11:00」                                              | OVA『フラグタイム』関連曲                                                                       |
| 2020年   |                                                                                              | |                                                          |                                                                                                 |
| 2月21日  | 学園壮観Zoo/オオカミブルース                                                                 | 大狼ランカ（木野日菜）、間様人（石谷春貴）、牝野瞳（宮本侑芽）、子守ユカリ（久野美咲）、獣生ミユビ（小原好美）、猫米クルミ（徳井青空） | 「学園壮観Zoo」                                          | テレビアニメ『群れなせ！シートン学園』オープニングテーマ                                        |
| 5月27日  | Never Let You Go!/プラスマイナスゼロの法則                                                   | 新越谷高校女子野球部 | 「プラスマイナスゼロの法則」                             | テレビアニメ『球詠』エンディングテーマ                                                          |
| 5月27日  | Never Let You Go!/プラスマイナスゼロの法則                                                   | 岡田怜（宮本侑芽） | 「プラスマイナスゼロの法則」                             | テレビアニメ『球詠』関連曲                                                                      |
| 2021年   |                                                                                              | |                                                          |                                                                                                 |
| 2月24日  | 魔王学院の不適合者 〜史上最強の魔王の始祖、転生して子孫たちの学校へ通う〜 BD・DVD第6巻特典CD | アノス・ファンユニオン | 「世界が愛に満ちるように」                               | テレビアニメ『魔王学院の不適合者 〜史上最強の魔王の始祖、転生して子孫たちの学校へ通う〜』挿入歌 |
| 2022年   |                                                                                              | |                                                          |                                                                                                 |
| 2月2日   | 機界戦隊ゼンカイジャー キャラクターソングアルバム                                            | ゼンカイマジーヌ / マジーヌ（宮本侑芽）                                                                                                | 「ぬぬぬ☆マジーヌ！」                                    | 特撮テレビドラマ『機界戦隊ゼンカイジャー』挿入歌                                                |
| 2023年   |                                                                                              | |                                                          |                                                                                                 |
| 11月10日 | PSO2 NEW GENESIS Song Collection Vol.1                                                       | マノン（宮本侑芽） | 「私が私である理由」                                     | ゲーム『ファンタシースターオンライン2 ニュージェネシス』関連曲                                  |
| 11月10日 | PSO2 NEW GENESIS Song Collection Vol.1                                                       | マノン（宮本侑芽） | 「ブランニュー・トライアル マノンソロVer.」              | ゲーム『ファンタシースターオンライン2 ニュージェネシス』関連曲                                  |
| 11月10日 | PSO2 NEW GENESIS Song Collection Vol.1                                                       | アイナ（諸星すみれ）、マノン（宮本侑芽）                                                                                               | 「ブランニュー・トライアル」                             | ゲーム『ファンタシースターオンライン2 ニュージェネシス』関連曲                                  |
| 2024年   |                                                                                              | |                                                          |                                                                                                 |
| 3月6日   | 『魔都精兵のスレイブ』キャラクターソングミニアルバム 01 「嵐を駆けよ波乱の鬣よ」             | 魔防隊七番組 | 「嵐を駆けよ波乱の鬣よ」                                 | テレビアニメ『魔都精兵のスレイブ』関連曲                                                        |
| 3月6日   | 『魔都精兵のスレイブ』キャラクターソングミニアルバム 01 「嵐を駆けよ波乱の鬣よ」             | 東日万凛（宮本侑芽） | 「強くて弱くて愛しくて」                                 | テレビアニメ『魔都精兵のスレイブ』関連曲                                                        |
| 4月3日   | TVアニメ「スナックバス江」Cover Song Collection                                              | 小雨（宮本侑芽） | 「フレンズ」                                             | テレビアニメ『スナックバス江』エンディングテーマ                                                |

### シリーズ一覧
1. ↑  テレビシリーズ（2013年）、特別編『GJ部@』（2014年）
2. ↑  第1部（2016年 - 2017年）、第2部（2017年 - 2018年）
3. ↑  第1期（2020年）、第2期『II』第1クール（2023年）、第2期『II』第2クール（2024年）
4. ↑  第1期（2020年）、第2期『ぱーんち！』（2023年）
5. ↑  第1クール（2021年）、第2クール（2022年）
6. ↑  Season1（2022年）、Season2（2023年）
7. ↑  第1シーズン（2023年）、第2シーズン（2024年）
8. ↑  第1期（2024年）、第2期（2025年）
9. ↑  映画『機界戦隊ゼンカイジャー THE MOVIE 赤い戦い! オール戦隊大集会!!』（2021年）、テレビシリーズ（2021年 - 2022年）、Webドラマ『ゼンカイレッド大紹介！』（2021年）、オリジナルビデオ『機界戦隊ゼンカイジャーVSキラメイジャーVSセンパイジャー』（2022年）、オリジナルビデオ『暴太郎戦隊ドンブラザーズVSゼンカイジャー』（2023年）

### 初出話一覧
1. 1 2 3 4 5  第1話初出
2. 1 2 3 4  第12話初出
3. ↑  第14話初出
4. ↑  第11話初出
5. ↑  第10話初出
6. ↑  第142話初出
7. ↑  第4話初出
8. ↑  第2話初出
9. ↑  第9話初出
10. ↑  第3話初出
11. ↑  第5話初出

### ユニットメンバー
1. ↑  前田佳織里、天野聡美、野口瑠璃子、橋本鞠衣、永野愛理、北川里奈、富田美憂、宮本侑芽、本泉莉奈、白城なお
2. ↑  エレン・ミハイス（石原夏織）、ジェシカ・アーネート（朝日奈丸佳）、マイア・ゼムト（大野柚布子）、ノノ・イノータ（白石晴香）、シア・ミンシェン（宮本侑芽）、ヒムカ・ホウラ（鈴代紗弓）、カーサ・クルノア（嶺内ともみ）、シェリア・ニジェム（雨宮夕夏）
3. ↑  鬼頭明里、宮本侑芽、日野まり、立花日菜